# Юргенсон, Пётр Иванович
Пётр Ива́нович Ю́ргенсон (нем. Peter Johann Jürgenson; 5 [17] июля 1836, Ревель — 20 декабря 1903 [2 января 1904], Москва) — русский музыкальный издатель.

## Биография
Пётр Иванович Юргенсон родился 5 июля 1836 года в Ревеле (ныне Таллин), в бедной семье. Его отец, Ханс Кирс (Hans Kirs) (принявший позднее датскую фамилию своей жены — Jürgenson), эстонец, шкипер рыбачьего судна, и мать его Аэта, датчанка по происхождению и пуританка по религиозным убеждением — оба тяжёлым трудом зарабатывали хлеб семье, состоявшей из двух дочерей и трёх сыновей (один из которых впоследствии стал видным издателем и торговцем нотными сочинениями). Детские годы П.И.Юргенсона протекали в обстановке непрерывной борьбы за существование, осложнённой ранней смертью его отца.
Получив образование в Ревеле, в 1850 году выехал в Санкт-Петербург под покровительство старшего брата Иосифа (Joseph), бывшего в то время старшим приказчиком в музыкальном магазине М. И. Бернарда. Позже работал приказчиком в музыкальном магазине Ф.Т.Стелловского. В 1859 году получил место в издательстве Шильдбаха в Москве, а через два года при финансовой поддержке Н. Г. Рубинштейна смог открыть собственное дело, начавшее быстро развиваться. Вскоре П. И. Юргенсон смог купить некоторые мелкие издательства (Эрлангера и др.) и объединить их со своей компанией, и к концу XIX века она стала крупнейшей фирмой подобного типа в России. Расширяя производственную базу, вводя технические усовершенствования, стал выпускать ноты массовыми по сниженным ценам. В 1897 году открылся филиал в Лейпциге, затем в других европейских городах.
Получая прибыль за счёт продажи популярной музыки, П. И. Юргенсон издавал малоприбыльные полные собрания классиков и менее известных талантов. П. И. Юргенсон был первым издателем большинства произведений П. И. Чайковского. Под редакцией П. И. Чайковского же было выпущено в печать полное собрание духовных сочинений Д. С. Бортнянского. В Издательстве П.  Юргенсона также печатались произведения русских авторов того времени и фортепианные сочинения Бетховена, Мендельсона, Шопена, Шумана, оперы Вагнера.
Издатель целый ряд произведений Чайковского приобрёл с передачей прав на издание «в полную и потомственную собственность». На подобных изданиях композитора значилось: «Собственность издателя для всех стран» (фр. «Propriété de l'éditeur pour tous les pays»). Среди таких сочинений «Воспоминание о дорогом месте» для скрипки и фортепиано. П. И. Юргенсон был в таких хороших отношениях с П. И. Чайковским, что последний посвятил ему романс «Слеза дрожит». Пётр Ильич останавливался у Петра Ивановича в Колпачном переулке, когда бывал в Москве. Рядом же, в Хохловском переулке, находилась нотопечатня — в 1875 году Палаты Украинцева были переданы Московскому отделению Русского музыкального общества и тогда же появилась типография. В 1895 году друг П. И. Чайковского и П. И. Юргенсона, архитектор И.А.Клименко, пристроил к палатам под размещение нотопечатни новое 4-х этажное здание (Хохловский переулок, № 7-9, строение 2).
Магазин нот и музыкальных инструментов П. И. Юргенсона размещался в Москве на Кузнецком Мосту в бывшем доме ресторана «Яр». В 1903 году при была открыта первая в Москве бесплатная музыкальная читальня.
С 1862 года П. И. Юргенсон тесно сотрудничал с московским отделением Русского музыкального общества, и в 1875 году возглавил его. За "«полезную деятельность на поприще отечественной промышленности…» П.И.Юргенсон был награждён орденом Святой Анны 3-й степени и получил привилегию ставить Государственный герб Российской империи на свою продукцию. До 1904 года его издательство выпустило 29 000 изданий произведений различных жанров, 150 книг по теории и истории музыки и множество учебно-методических пособий.
1-й брак — Марфа Ивановна Соц (1839—1864), их дочь умерла в младенчестве.
Вторым браком женат на сестре своей первой супруги — Софье Ивановне Соц (1840—29.11.1911); похоронена на кладбище московского Новоалексеевского монастыря.
- Сыновья: Борис (1868—1935), Григорий (1872—1936)
- Дочь: Александра (1869—1946), в первом браке замужем за С.И.Светославским, во втором — Снегирева-Юргенсон, художница[8]. Ее муж — К.В.Снегирёв.

После смерти П. И. Юргенсона дело получили в наследство его сыновья — Борис (фактический глава фирмы, после смерти отца) и Григорий. В 1918 году, после декрета о национализации, фирма была преобразована в Музыкальный сектор Государственного издательства, в 1930-м — в Государственное музыкальное издательство (Музгиз), в 1963-м — в издательство «Музыка».

## Кинофильмы
- Документальный фильм «Петр Юргенсон: вчера, сегодня, завтра» (2011), режиссер Анастасия Юргенсон, внучка П.Б.Юргенсона.
- Художественный фильм «Жена Чайковского» (2022). В роли Петра Юргенсона — Виктор Хориняк.